# Vogeserne
Vogeserne er en bjergkæde i Alsace og Lorraine i det nordøstlige Frankrig, grænser op til Tyskland. Bjergkædens højeste punkt er Grand Ballon, der er 1.424 m.o.h.

## Bjerge
Det højeste bjerg i Vogeserne er Grand Ballon, 1.424 m ; det næsthøjeste er Storckenkopf på 1.366 m 
De højeste bjerge i Vogeserne er:
- Grand Ballon 1.424 m
- Storkenkopf 1.366 m
- Hohneck 1.363 m
- Kastelberg 1.350 m
- Klintzkopf 1.330 m
- Rothenbachkopf 1.316 m
- Lauchenkopf 1.314 m
- Batteriekopf 1.311 m
- Haut de Falimont 1.306 m
- Gazon du Faing 1.306 m
- Rainkopf 1.305 m
- Gazon du Faîte 1.303 m
- Ringbuhl 1.302 m
- Soultzereneck 1.302 m

Udvalgte bjerge
- Petit Ballon 1.272 m
- Ballon d'Alsace1.247 m
- Planche des Belles Filles 1.148 m
- Donon 1.009 m